# Zgrzebło (archeologia)

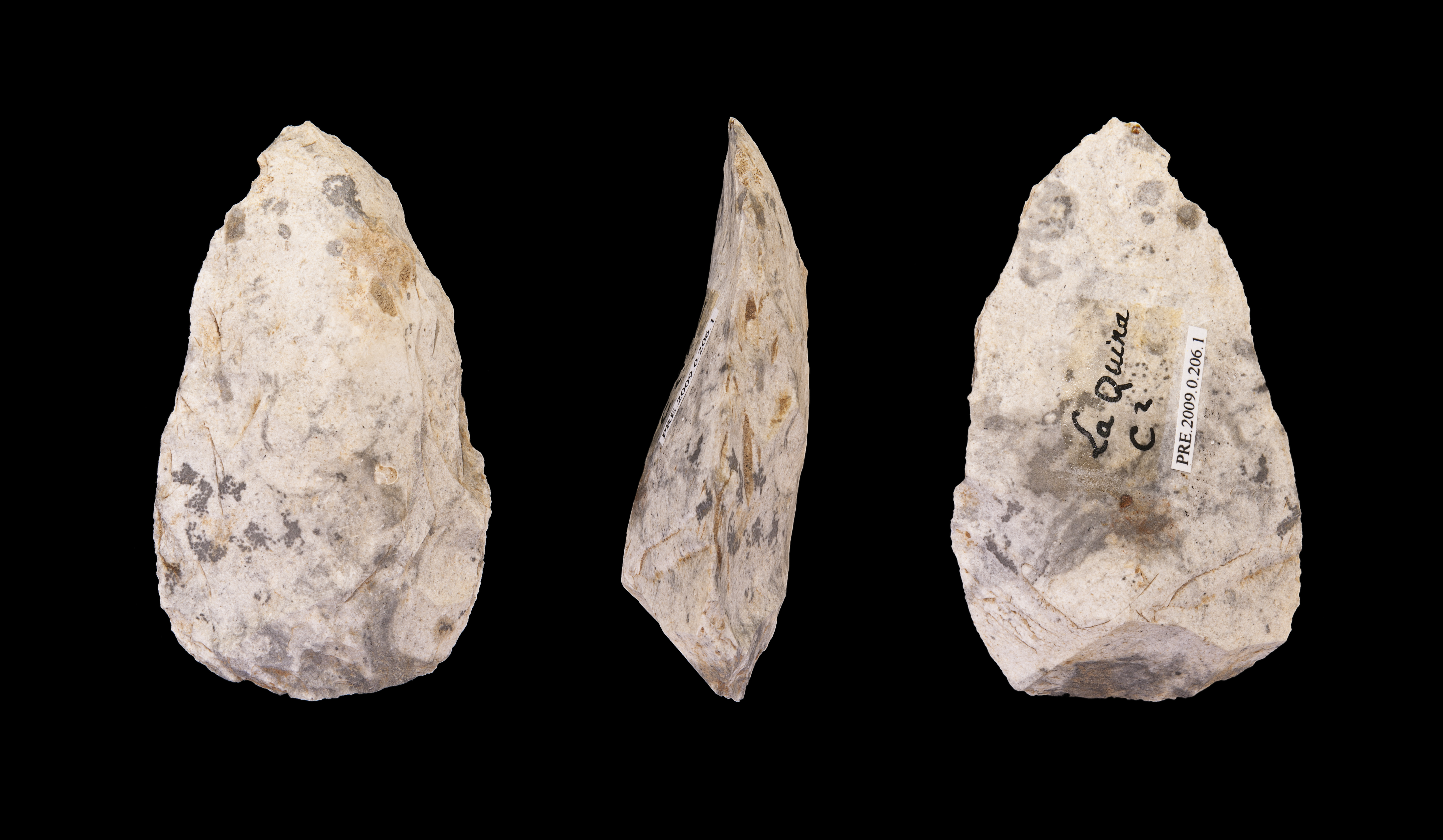
Zgrzebło ze stanowiska La Quina we Francji

Zgrzebło – narzędzie kamienne wykonywane najczęściej z krzemienia, mające formę wielokątnego odłupka o zaretuszowanej przynajmniej jednej krawędzi dłuższej, biegnącej równolegle lub poprzecznie do osi wyrobu. Obrabiana krawędź może być wklęsła, wypukła bądź prosta. Zgrzebła wykonywano różnymi typami retuszy: sposobem jednostronnym, dwustronnym, dokonywano także retuszy stromych zatępiających i zębatych. W miarę stępiania się krawędzi pracującej dochodziło do jej naprawy przez wtórne retuszowanie, w związku z czym forma tych narzędzi ulegała zmianie.
Narzędzia te służyły przeważnie jako noże do rozdzielania mięsa.

## Ogólny podział zgrzebeł
Typologia Gintera i Kozłowskiego (1990):
- Jednostronne
  - Retuszowane na jednej krawędzi
    - Podłużne (lateralne) – o krawędzi pracującej ustawionej równolegle w stosunku do osi odłupka
    - Poprzeczne (transwersalne) – o krawędzi pracującej ustawionej poprzecznie w stosunku do osi odłupka

  - Retuszowane na dwu krawędziach
    - Podwójne – o krawędziach pracujących równoległych, nie stykających się ze sobą
    - Zbieżne – o krawędziach pracujących zbiegających się ku sobie i tworzących ostrą końcówkę
- Dwustronne
  - Z krawędzią dwustronnie zaretuszowaną
  - Z podstawą ścienioną
  - Typu liściowatego